# Хаджиабдич, Энвер
Э́нвер Хаджиа́бдич (босн. Enver Hadžiabdić; 6 ноября 1945, Белград, ФНРЮ) — югославский футболист, защитник, боснийский футбольный тренер.

## Карьера

### Клубная
Энвер Хаджиабдич начинал свою карьеру в клубах «Искра» из города Бугойно и «Братство» из города Травник, а в 1965 году перебрался в состав «Железничара» из Сараево. В составе «Железничара» Хаджиабдич провёл 9 сезонов, за которые сыграл 460 матчей, из них 237 в чемпионате Югославии и 31 в Кубке Югославии, в которых забил 2 гола. Также в составе «Железничара» Хаджиабдич стал серебряным призёром 1971 года и чемпионом Югославии 1972 года. После чемпионата мира 1974 года Хаджиабдич перешёл в состав аутсайдера чемпионата Бельгии «Шарлеруа». В Бельгии Хаджиабдич отыграл 3 сезона за которые провёл 79 матчей в чемпионате и забил 1 гол.

### В сборной
В сборной Югославии Энвер Хаджиабдич дебютировал 8 апреля 1970 года в товарищеском матче со сборной Австрии, завершившимся со счётом 1:1. В составе сборной Хаджиабдич принял участие в чемпионате мира 1974 года. Свой последний матч за сборную Хаджиабдич сыграл на чемпионате мира 1974 года против сборной Швеции 3 июля 1974 года, тот матч завершился поражением югославов со счётом 1:2. Всего же за сборную Хаджиабдич сыграл 11 официальных матча.
| №  | Дата            | Соперник  | Счёт | Голы | Турнир                    |
| 1  | 8 апреля 1970   | Австрия   | 1:1  | -    | Товарищеский матч         |
| 2  | 19 декабря 1973 | Греция    | 4:2  | -    | Отборочный матч к ЧМ 1974 |
| 3  | 13 февраля 1974 | Испания   | 1:0  | -    | Отборочный матч к ЧМ 1974 |
| 4  | 17 апреля 1974  | СССР      | 0:1  | -    | Товарищеский матч         |
| 5  | 5 июня 1974     | Англия    | 2:2  | -    | Товарищеский матч         |
| 6  | 13 июня 1974    | Бразилия  | 0:0  | -    | Чемпионат мира 1974       |
| 7  | 18 июня 1974    | Заир      | 9:0  | -    | Чемпионат мира 1974       |
| 8  | 22 июня 1974    | Шотландии | 1:1  | -    | Чемпионат мира 1974       |
| 9  | 26 июня 1974    | ФРГ       | 0:2  | -    | Чемпионат мира 1974       |
| 10 | 30 июня 1974    | Польша    | 1:2  | -    | Чемпионат мира 1974       |
| 11 | 3 июля 1974     | Швеция    | 1:2  | -    | Чемпионат мира 1974       |

Итого: 11 матчей; 3 победы, 4 ничьих, 4 поражения.

## Достижения

### Командные
«Железничар» (Сараево)
- Чемпион Югославии: 1972
- Серебряный призёр чемпионата Югославии: 1971

### Тренерские
«Железничар» (Сараево)
- Обладатель Кубка Боснии и Герцеговины: 2000
- Обладатель Суперкубка Боснии и Герцеговины: 1998